# Gruppo di NGC 499
Il Gruppo di NGC 499 comprende almeno sei galassie situate nelle costellazioni dei Pesci e del Triangolo. La distanza media di questo gruppo rispetto alla nostra Via Lattea è di 58,5 megaparsec.

## Membri
Le sei galassie indicate da Garcia nel suo articolo del 1993 sono le seguenti:
| Nome     | Costellazione | Classificazione                | Tipo            | RA (B1950.0)  | DEC (B1950.0) | Velocità radiale (km/s) | Magnitudine apparente    | Distanza (Mpc) | Dimensioni (kal) |
| -------- | ------------- | ------------------------------ | --------------- | ------------- | ------------- | ----------------------- | ------------------------ | -------------- | ---------------- |
| NGC 495  | Pesci         | (R')SB0/a(s) pec? (0? errore?) | Spirale barrata | 01h 22m 56.0s | 33° 28′ 18″   | 4114 ± 10               | 12,9                     | 56,5 ± 4,0     | 88               |
| NGC 499  | Pesci         | S0^-                           | Lenticolare     | 01h 23m 11.5s | 33° 27′ 38″   | 4399 ± 10               | 12,1                     | 60,7 ± 4,3     | 109              |
| NGC 517  | Pesci         | S0                             | Lenticolare     | 01h 24m 43.8s | 33° 25′ 46″   | 4204 ± 18               | 12,5                     | 57,9 ± 4,1     | 118              |
| NGC 504  | Pesci         | S0                             | Lenticolare     | 01h 23m 27.9s | 33° 12′ 16″   | 4226 ± 24               | 13,0                     | 57,0 ± 4,0     | 111              |
| NGC 582  | Triangolo     | SB?                            | Spirale barrata | 01h 31m 58.0s | 33° 28′ 36″   | 4352 ± 4                | 13,2                     | 60,0 ± 4,2     | 131              |
| PGC 5026 | Pesci         | E3                             | Ellittica       | 01h 22m 51.8s | 33° 31′ 02″   | 4290 ± 20               | 12,879 ± 0,080 (Near-IR) | 59,1 ± 4,2     | 29               |

Il sito DeepskyLog permette di trovare agevolmente le costellazioni in cui si trovano le galassie; in alternativa si possono utilizzare le coordinate delle galassie per individuarle. Se non altrimenti indicato, le coordinate sono quelle fornite dal sito NASA/IPAC (National Aeronautics and Space Administration / Infrared Processing and Analysis Center).